# Bundesstrasse 61
Bundesstrasse 61 är förbundsväg i Tyskland. Vägen går ifrån Bassum till Lünen via bland annat Bad Oeynhausen och Bielefeld. Vägen som är 160 kilometer lång går igenom förbundsländerna Niedersachsen och Nordrhein-Westfalen.